# Тхо (вьетский народ)
Тхо (вьет. Thổ) — группа немногочисленных вьет-мыонгских народов на севере Вьетнама, в основном в провинциях Нгеан и Тханьхоа. к юго-востоку от Ханоя. Включают собственно тхо (тхомон), куой (кео), данлай (лиха), хунг, понг, тум и, возможно, другие более группы. Численность тхо согласно переписи 1999 года составляла 68 394 человек. В 2019 году численность тхо составляла 91 430 человек.
Говорят на вьетских языках: куой (куойтям), тхо (тхомон), поонг, данлай-лиха, тум.
Тхо не так изолированы, как другие, более мелкие вьет-мыонгские народы, такие как арем, рук, май, малиенг. Исторически тхо контактировали с вьетами, мыонгами и тайскими народами.
Занимаются подсечно-огневым земледелием, охотой и собирательством. Имеют особые похоронные традиции, культуру гонгов и др.

## История

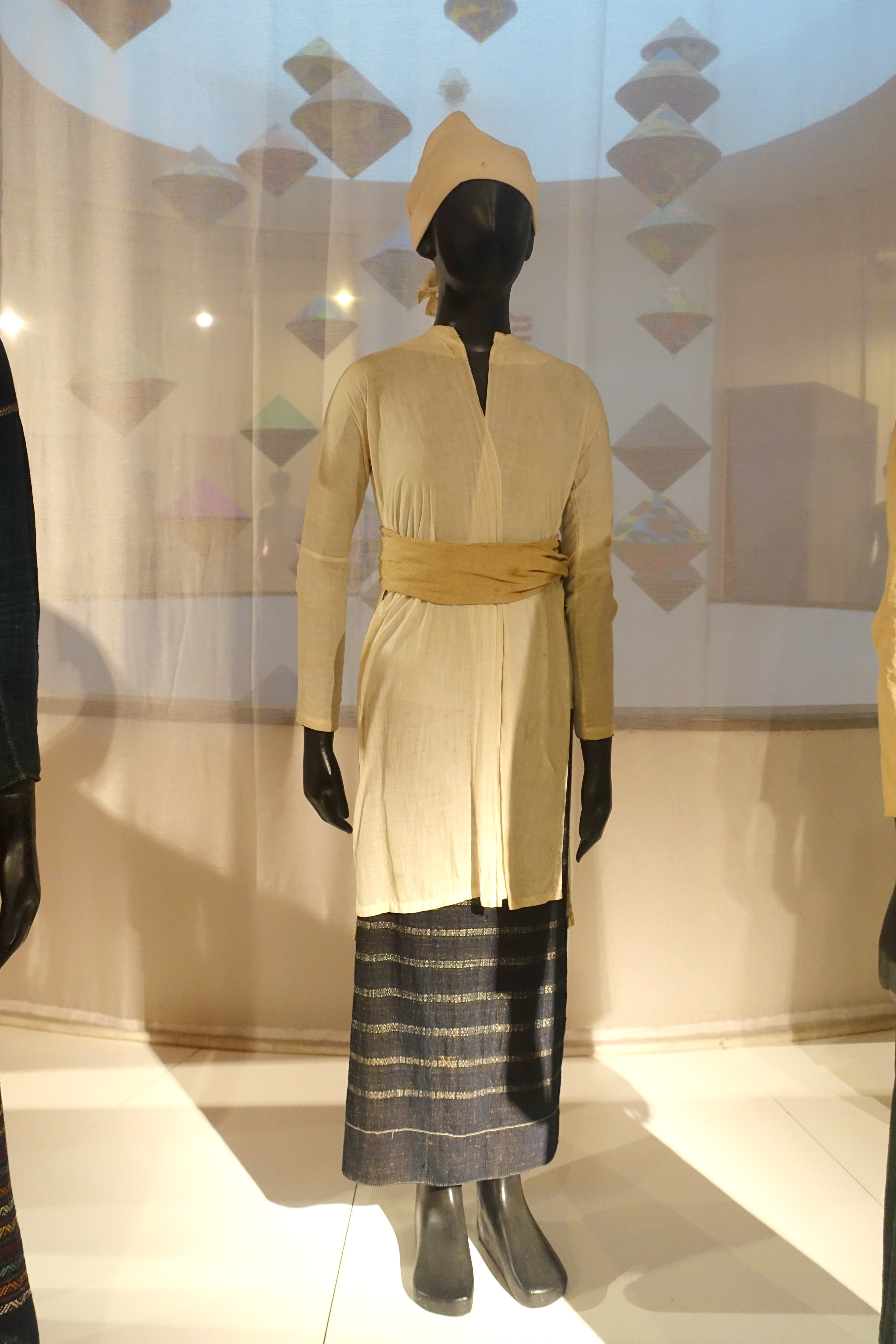
Традиционное платье Тхо

Народность тхо представляет собой неоднородную смесь различных народов, говорящих на вьетском языке. Примерно в конце XVII века во Вьетнаме произошло несколько социальных потрясений, которые привели к многочисленным миграциям вьетских и муонгских народов на территорию других этнических меньшинств, говорящих на вьетском языке, таких как куой, и к смешению с местным населением. После периода эволюции они получили название тхо. Их культура сочетает в себе элементы вьетнамской и муонгской культур, а также элементы тайской культуры. Их одежда представляет собой смесь вьетнамских, муонгских и тайских традиций раннего Нового времени. Некоторые женщины носят одежду, похожую на Ао ба ба или Ао ту тан, но с саронгом и платком. Мужчины носят простые туники и штаны. Как и в случае с муонгами, многие предметы одежды они покупают у тайцев. В основном они выращивают рис и рами, а также используют коноплю для изготовления мешков, гамаков и сетей. В северных коммунах Нгеана дома на сваях идентичны домам муонгов. Однако на юге они построены в тайском стиле.

## Подразделения
Тхо состоит из различных этнолингвистических групп. Куан Ви Миен перечисляет следующие ветви:
- Họ (лаосско-тайский экзоним для обозначения китайцев-ханьцев)
- Ко (Кео) (лаосско-тайский экзоним для этнических кинь или вьетнамцев)
- Mọn (Mol) (Mường автоним)
- Cuối
- Đan Lai
- Ли Ха
- Тай Поонг (Пхонг, Понг, Пхонг) (лаосское название «Кха», или мон-кхмерских горных племен)

## Языки
Тхо — это неоднородная группа; таким образом, у местных групп есть свои языки. Однако все языки тхо относятся к вьетской ветви. Нгуен Хыу Хоан (2009) классифицирует языки тхо на 5 групп в зависимости от их положения в вьетской ветви.
- Tày Poọng (Пун или Фонг) и Đan Lai (Liha) - Лексикостатистические исследования показали, что джан лай и Понг разделяют 85% базовой лексики. Таким образом, Нгуен (2009) идентифицирует их как диалекты языка. Носители этого языка проживают в основном в районах Кон Куонг и Тыонг Дынг. Он также может быть тесно связан с языком хунг (тум) в Лаосе.
- Куой, Нгуен (2009) отметил, что куой — это отдельный язык, родственный вьетнамскому, муонгу и понг-дан-лай. У этого языка есть два диалекта: куой-чам в коммуне Тан-Хоп (район Тан-Кы) и куой-неп (или куой-ланг-ло) в городе Тай-Хоа. Из-за того, что 66% базовой лексики совпадает с языком понг, Нгуен (2009) предложил объединить куойи с тай-понг-дань-лай в подгруппу вьетского языка, параллельно с ветвью вьет-муонг и ветвью чыт.

- Mọn и Họ, эти два диалекта имеют 98% общей базовой лексики и более тесно связаны с языками Mường, чем с Cuối и Poọng. Они имеют 77%, 79% и 71% общей базовой лексики с языком Mường Bi, языком Mường Ống и диалектом Nghệ An вьетнамского языка соответственно. В частности, Mọn и Họ лексически наиболее близки к языку муонг в районе Нху Суан (84%). Поэтому Нгуен (2009) объединяет их в один язык вьет-муонгской ветви, который имеет более тесную связь с языками муонг. Масперо (1912) назвал этот язык южным языком муонг
- В лексике Kẹo 99% слов совпадают с лексикой диалекта Nghệ An вьетнамского языка. Таким образом, Нгуен (2009) классифицировал Kẹo как диалект вьетнамского языка или даже как поддиалект диалекта Nghệ An
- Диалекты Thổ Lâm La и Thổ Như Xuân имеют 94% и 95% общей базовой лексики с диалектом Nghệ An. Однако Нгуен (2009) утверждал, что в двух диалектах Thổ произошли разные фонологические изменения по сравнению с вьетнамским языком. Таким образом, он поместил его в «серую зону» между диалектами вьетнамского языка и языками, входящими в ветвь Вьет-Муонг (Нгуен имеет аналогичный статус).

## Распределение
По состоянию на 2009 год 80% (59 579 человек) всех этнических то живут в провинции Нгеан, а 13% (9 652 человека) — в провинции Тханьхоа Куанвьен
Quán Vi Miên (2013:12-13) перечисляет этнические группы и ветви (этнические подразделения) в следующих районах провинции Нгеан.
- Район Куи Хоп: 18 394 человека; отделения Хо, Ко, Мон в следующих коммунах:
  - Там Хоп (5515 этнических то)
  - Нгиа Суан (3855 этнических то)
  - Минь Хоп (1983 год, этническая принадлежность — Тхо)
  - Ха Сон (2652 этнических то)
  - Ван Лой (2403 этнических тхо)
  - Тхо Хып (1730 этнических Тхо)
  - Город Куи Хоп (265 этнических жителей Тхо)
- Район Нгиа-Дан: 28 487 человек; отделения Хо, Ко, Мон, Куой-Дэп
- Район Тан Ки: 15 695 человек; отделения Хо, Ко, Мон, Куой Чам
- Район Кон Куонг: 3220 человек; отделения Дан Лай, Ли Ха
- Район Тён Дунг: 436 человек; отделение Тай Понг